# Tipula (Sinotipula) faustina
Tipula (Sinotipula) faustina is een tweevleugelige uit de familie langpootmuggen (Tipulidae). De soort komt voor in het Nearctisch gebied.